# 月時計

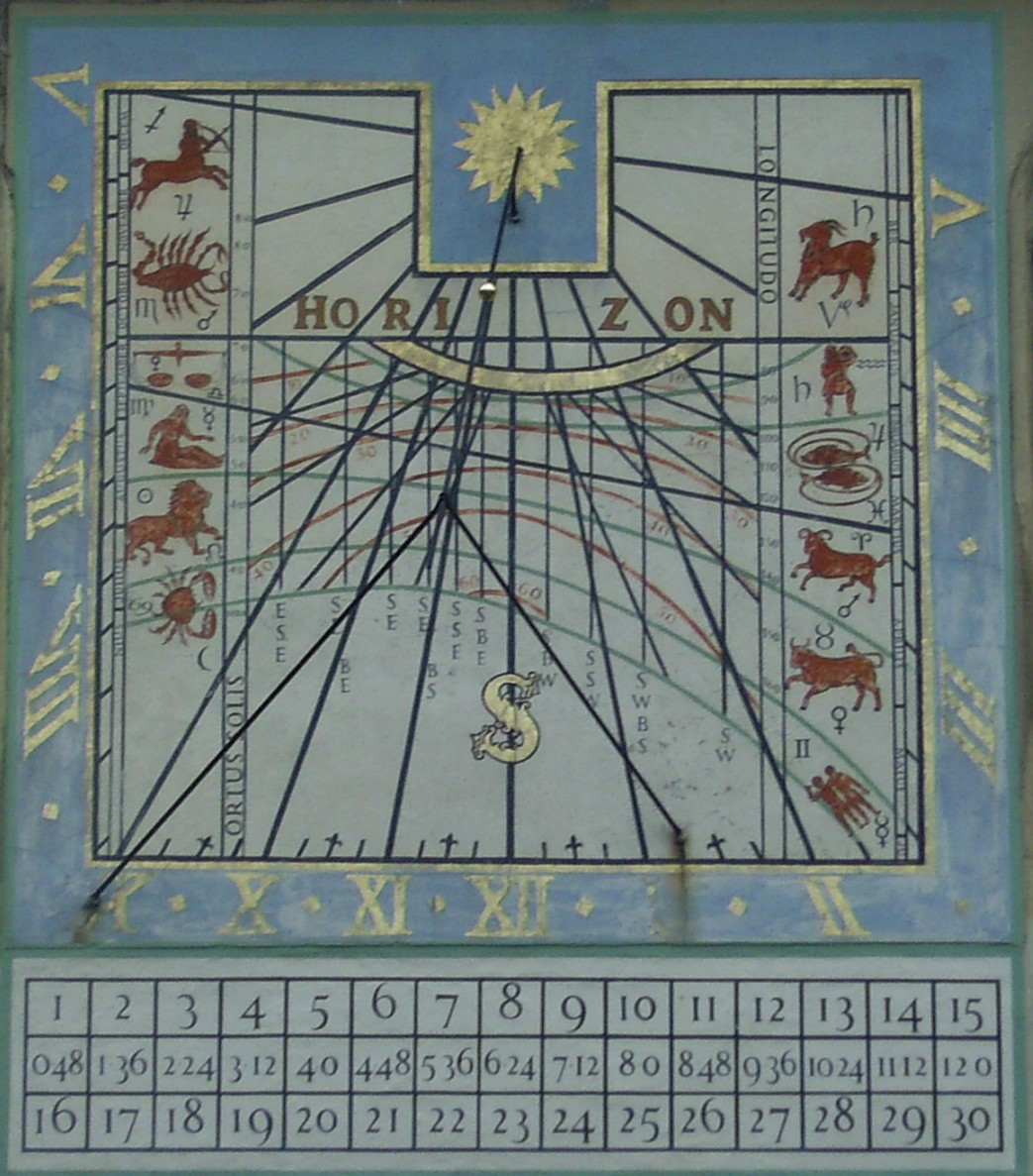
ケンブリッジ大学のクイーンズカレッジにある月時計。月の満ち欠けによる時刻の訂正を表している。

月時計（つきどけい、英: moondial）は、日時計に似たしくみの時間計測装置。満月の夜にのみ正確だということを除けば基本的な仕組みは日時計と同一である。
ゼバスティアン・ミュンスターが考案した月の位置・月齢から時刻を測る装置である。日時計と異なり夜間に時刻を測ることができるが、新月には使えず、月齢によって時刻を計算し直す必要もある。